# Pavel Pazdírek
Pavel Pazdírek (14. října 1937 Brno) je bývalý československý a český sportovní plavec, účastník olympijských her v roce 1960. V letech 1983 až 1988 předseda plaveckého svazu.
K vodě měl od malička blízko. Pomáhal rodičům v jejich zahradnictví s pěstováním plodin – chodil pro vodu do Ponávky a zaléval. Se závodním plaváním začal na střední škole v 16 letech v Brně. V začátcích plaval samorostlým kraulem. Měl však přirozenou fyzickou kondici a záhy se dostal do plaveckého oddílu TJ VTAAZ při Vojenské akademii. Pod vedením trenéra Otakara Záboje se začal specializovat na mladou plaveckou disciplínu motýlek.
Připravoval se podle v Československu revoluční intervalové tréninkové metody – účelově se začaly plavat jednotlivé úseky s opakování. Například plavec musel v plném tempu za sebou s krátkým vydýcháním plavat 6×50 m. Otakar Záboj popsal jeho tréninkový plán pro rok 1958 takto: leden-únor — zvýšení kondiční úrovně na lyžích a v tělocvičně sportovní hry, samotné plavní v lednu hravou formou, v únoru všestranné vyplavání a technické vybroušení; březen-květen — období vrcholného dávkování tj. denně 3-5km v 25 m bazénu a suchá příprava věnované gymnastice; květen-červen: přechod do 50m bazénu s hlavní prioritou 200 m motýlek; měsíc před ME: 14 dní nácvik vytrvalosti v rychlosti (6×50m naplno s 30vt. odpočinky); týden před ME: propracování startu a obrátek, kombinace rychlostního a vytrvalostního tréninku v menších dávkách. Tento tréninkový plán se nakonec ukázal jako účinný. Na zářiovém mistrovství Evropy v maďarské Budapešti vybojoval historicky první stříbrnou medaili pro Československo z 50 metrového bazénu na olympijské trati. Ve finálovém závodě na 200 m motýlek se ujal vedení, které držel do posledních 50 metrů. V závěru ho však předběhl mohutně finišující britský Skot Ian Black a o 7 desetin sekund skončil druhý v československém rekordu 2:22,6 s.
V roce 1959 nastoupil základní vojenskou službu a přestoupil do armádní plaveckého klubu Dukly Praha. V roce 1960 startoval na olympijských hrách v Římě. Své ambice na minimálně finálovou účast však nepotvrdil. V semifinále doplaval na prvním nepostupovém místě. Ani v dalších letech na úspěšnou sezónu 1958 nenavázal a po roce 1964 se rozhodl ukončit sportovní kariéru. Podle trenéra Dukly Andělína Hlíňáka stálo za poklesem výkonnosti příliš mnoho okolních vjemů, které ho jako známého sportovce odrazovaly od svědomité přípravy.
Po skončení sportovní kariéry přijal nabídku mladšího trenéra v Dukle, ze které se v průběhu let vypracoval na pozici staršího trenéra. Z Prahy se v roce 1974 přesunul do Žiliny a záhy do Banské Bystrice kam bylo nakonec převeleno armádní středisko vrcholového sportu.
Mezi lety 1983 až 1988 působil jako předseda plaveckého svazu.